# Tachardiella ingae
Tachardiella ingae är en insektsart som först beskrevs av Hempel 1900.  Tachardiella ingae ingår i släktet Tachardiella och familjen Kerriidae. Inga underarter finns listade i Catalogue of Life.